# Thomas Hickey
Thomas Robert Hickey, född 8 februari 1989, är en kanadensisk professionell ishockeyspelare som spelar för New York Islanders i NHL.
Han draftades i första rundan i 2007 års draft av Los Angeles Kings som 4:e spelare totalt.